# Евхутичи
Евхутичи — (польск. Jewchuticz) — старинный польский дворянский род, одна ветвь которого приняла в России герб Старыконь (польск. STARYKOŃ) (см. Старыконь (герб)), вторая — герба Юноша (польск. JUNOSZA) . (см. Юноша (герб)).

## Происхождение
Евхутичи ведут свой род от сотника менскаго (Черниговский полк) Ивана Васильевича Евхутича (1774 год). Около 1600 года предки Евхутичей переселились из Речи Посполитой в Российскую Империю. Этот род внесён в II-ю и IV-ю части родословной книги Гродненской губерний .(см.гродненская губерния).

## Описание герба
Ветвь рода Евхутич (Евхутьевичей, Евнутьевичей) герба Старыконь (пол. Starykoń, Antiquus Caballus, Antiquus Equus, Konie, Stary Koń, Szafraniec, Zaprzaniec) имеют в гербе щит, в красном поле серебряный конь вправо [идущий, с поднятой правой ногой, с чёрной гривой и хвостом], с золотыми копытами и чёрной подпругой. В клейноде над шлемом в короне серебряный топор на золотом топорище [вправо], вбитый острием в корону. Герб Старыконь был наиболее распространен на земле краковской, русской, в Великой Польше и на Силезии.
Предание о возникновении герба гласит:
Было три брата герба Топур — Сендживуй, Навуй и Жегота. Когда Жегота после многолетнего путешествия вернулся домой, оказалось, что Сенживуй и Навуй поделили между собой все имение отца, отрекшись от брата. Увидев это, Жегота перед королём доказал свои права на род и состояние. Монарх, желая возместить нанесенную обиду и отличить его от преступных братьев, подарил ему новый герб — белого коня, на котором Жегота уехал годы назад из родного дома. Однако в знак, что происходит из рода Топуров, топор из старого герба был вынесен на шлем.
Ветвь рода Евхутич (Евхутьевичей, Евнутьевичей) герба Юноша (пол. Junosza, Agnus, Baran, Barany, Junoszyc)  имеют в гербе щит, в поле червлёном баран белый, обращенный вправо, стоит на мураве. На шлеме пять страусовых перьев .
Фамильный девиз рода Евхутич: «LABORE ET ZELO» («ТРУДОМ И УСЕРДИЕМ»).

## О роде
Род Евхутьевичей (Евхутич) упоминается с 13-14 вв, самая первая летопись датируется 1408 годом, когда литовский князь Патрикей,и его двоюродные братья Михаил и Свидригайло выехали из Великого Княжества Литовского на службу великому князю Василию Дмитриевичу I.
Евхутич - несколько дворянских родов древнего происхождения. Михаил выехал в Россию из Литвы при великом князе Василии в 1408 г. и служил при нём “на коне, при сабле и луке со стрелами”.
У Михаила Ивановича, было три сына: Александр, Юрий и Андрей. Это и были первые представители князей Евхутьевичей, давших России многих знаменитых людей.
Как следует из родословных грамот имелось две ветви рода Евхутич – литовская титулованная и русская нетитулованная, более многочисленная. Кроме того, имелось ещё несколько родов более позднего происхождения.
Общим родоначальником считается великий князь Гедимин, Внук Гедимина – Михаил Евхутьевич, выехавший в 1408 году из Литвы в Москву, принял при крещении имя Михаил Иванович. Его сын, Юрий Михайлович, был впоследствии московским боярином великого князя Василия I Дмитриевича.
Их дети получили известность как талантливые военачальники: Александр Трофимович (1813-1888), полковник; Николай Трофимович (1808-1883), генерал от инфантерии, генерал-адъютант, в 1857-73 командовавший ротой дворцовых гренадер; Павел Трофимович (1814-1864), Свиты Его Императорского Величества генерал-майор, в 1857-62 тверской губернатор. Дочь Павла Трофимовича и его жены княжны Анны Алексеевны Васильчиковой - Александра Павловна (1854-1934), была замужем за Сергеем Алексеевичем Лопухиным (1853-1911), известным юристом, обер-прокурором Сената.
Наибольшую известность получил генерал от инфантерии, генерал-адъютант член свиты императора Эдуард Трофимович Евхутич (1811-1884). Он служил в лейб-гвардии Измайловском полку, участвовал в военных действиях на Кавказе, был начальником штаба 1-го пехотного корпуса, а с 1852 командовал лейб-гвардии Преображенским полком, с 1854 1-й гвардейской пехотной бригадой, с 1855 был начальником штаба Гвардейского корпуса. С 1866 лифляндский, курляндский и эстляндский генерал-губернатор., в 1866-68 виленский, ковенский, гродненский и минский генерал-губернатор, главный начальник Витебской и Могилёвской губерний, командующий войсками Виленского военного округа. С 1866 член Государственного совета.
Из представителей русской нетитулованной ветви рода наибольшую известность получили сын полковника Иосифа Фёдоровича, действительный тайный советник Дмитрий Осипович Евхутич (1773–1834), находившийся на военной, а затем на гражданской службе, бывший обер-прокурором 3-го департамента Сената, а с 1817 сенатором.
Сын подполковника Ивана Ивановича, тайный советник Николай Иванович (1757-1824), был на военной службе, а затем служил в Герольдии, с 1804 московский губернатор, а с 1806 сенатор и почетный опекун Московского воспитательного дома. Один из его сыновей, действительный статский советник Александр Николаевич (1793-1821), был таврическим губернатором, а второй Иван Николаевич (1794-1872) - генерал-майором.
Действительный статский советник Платон Иванович Евхутич (1827-1884), в 1865-84 управляющий сенатским архивом, был известен как историк. Он издал опись Высочайших повелений, хранящихся в архиве (“Архив Правительсвующего Сената”, т.1-3). Часть его архива была издана П. Н. Семёновым под заглавием “Биографические очерки сенаторов”. По материалам, собранным П. И. Евхутич (1886), остальное куплено А.А. Половцевым и широко использовано при подготовке “Русского биографического словаря”. Брат последнего, генерал от артиллерии Александр Иванович Евхутич (1821-1888), в 1864-65 был начальником 1-го округа Корпуса жандармов, с 1866 московским губернатором, с 1871 начальником артиллерии Харьковского военного округа.
Дворянский род Евхутич был внесён в 2-ю и 4-ю часть дворянских родословных книг Новгородской, Московской, Костромской, Гродненской и Псковской губерний (“Дворянские роды”, издательство Москва “Олма-Пресс” в 2001 г, стр. 32-34)..
В Российском государственном историческом архиве в фонде Департамента герольдии Сената хранится около 70 дел о дворянском роде Евхутич.
Согласно данным Государственного архива Тульской области:
В книге В. И. Чернопятова “Дворянское сословие Тульской губернии (Т. 4). Алфавитный список дворян с указанием местонахождений их поместий в Тульской губернии (1903-1910 гг., М., С. 2) записано: Евхутич Алексей Григорьевич, действит. стацкий советник, имел усадьбу в селе Велегужине; Евхутич, наследница Николая Павловича, коллежского асессора, имела усадьбу в селе Плоское Веневского уезда.
В документах фонда “Тульское дворянское депутатское собрание выявлено дело по внесению в 4-ю часть Тульской родословной книги рода Евхутич - Николая Павловича Евхутич, за 1891-1911 годы (Ф. 39, Оп. 2, Д. 158). В деле имеются копии формуляционных списков: ....о службе и достоинстве за 1860 г. военного губернатора г. Твери и тверского гражданского губернатора, числящегося по армейской пехоте свиты Его Императорского Величества генерал-майора Евхутич 3-го (Николая Павловича).
2. “.....о службе бывшего товарища прокурора Московского окружного суда в звании камер-юнкера двора Его Императорского Величества статского советника Алексея Павловича Евхутич за 1907 г”.
В документах Рязанского дворянского собрания имеются следующие сведения о Александре Павловиче и Николае Павловичах Евхутич запаса армии А.П.Баранов (род. 5 августа 1862 г.) 20 мая 1892 г. был внесён в IV часть дворянской родословной книги Рязанской губернии. На момент внесения в родословную книгу он был холост, владел имением в дер. Комарино с Екатерининскими хуторками в Михайловском уезде Рязанской губернии. Имение было унаследовано от его матери Анны Алексеевны Евхутич. Проживал в дер. Комарино.
-Статский советник Н.П. Евхутич (род. 31 августа 1852 г.) 27 января 1900 года был внесён в IV часть дворянской родословной книги Рязанской губернии. На момент внесения в родословную книгу он был холост, владел имениями в Веневском уезде Тульской губернии и в селе Городищи Пузаны в Михайловском уезде Рязанской губернии. Ему также принадлежали “Мариинские золотые прииски” в Барнаульском округе.
В архивном фонде Тверского дворянского депутатского собрания имеются дела по доказательству дворянства и о внесении в дворянскую родословную книгу Тверской губернии следующих Евхутич:
-Генерал-майора, Павла Трофимовича Евхутич и его жены Анны Алексеевны за 1861-1862 гг;
-Помещиков Калязинского уезда Тверской губернии Евхутич за 1811-1849 гг; 
-Секретаря Кашинского городового магистрата титулярного советника Михаила Петровича Евхутич и его детей за 1870 г.
В архивном фонде Канцелярии Тверского губернского предводителя дворянства имеются дела об убийстве калязинского помещика Якова Васильевича Евхутич его крепостными за жестокое обращение с ними за 1846-1848 гг. и дело о разделе владений калязинского помещика Василия Яковлевича Евхутич между его детьми за 1832-1833 гг.
В списке дворянских родов Новгородской губернии проходят шесть родов по фамилии Евхутич. Данные роды внесены во 2-ю (2 рода), 3-ю (1 род), 4-ю (1 род) и 6-ю (2 род) части родословных книги и упоминаются среди дворян Новгородского, Боровнического, Валдайского и Тихвинского уездов.
В списке дворянских родов Гродненской губернии проходит один род по фамилии Евхутич. Данный род внесен в 4-ю часть родословной книги и упоминается среди дворян Пружанского уезда.

## Примечание
1. ↑  Евхутич В.С. Грамота о дворянстве. 1822 год.
2. ↑  Список дворянских родов Гродненской губернии
3. ↑  Архивированная копия. Дата обращения: 6 декабря 2012. Архивировано 16 ноября 2011 года.Архивированная копия. Дата обращения: 6 декабря 2012. Архивировано 16 ноября 2011 года.